# Round Lake Park
Round Lake Park é uma vila localizada no estado americano de Illinois, no Condado de Lake.

## Demografia
Segundo o censo americano de 2000, a sua população era de 6038 habitantes.
Em 2006, foi estimada uma população de 6236, um aumento de 198 (3.3%).

## Geografia
De acordo com o United States Census Bureau tem uma área de
7,8 km², dos quais 7,7 km² cobertos por terra e 0,1 km² cobertos por água.

## Localidades na vizinhança
O diagrama seguinte representa as localidades num raio de 8 km ao redor de Round Lake Park.